# Megarhyssa lenticula
Megarhyssa lenticula är en stekelart som beskrevs av Kamath och Gupta 1972. Megarhyssa lenticula ingår i släktet Megarhyssa och familjen brokparasitsteklar. Inga underarter finns listade i Catalogue of Life.